# Argo e il suo padrone
Argo e il suo padrone è un racconto, scritto da Italo Svevo.

## Composizione
Inizialmente pubblicato parzialmente con il titolo Dalle memorie di un cane, nell'Almanacco letterario Mondadori del 1927, il racconto fu successivamente riproposto con il titolo definitivo di Argo e il suo padrone nella rivista «Dante» (III, n. 8, 1934).
Il racconto fu poi incluso nella raccolta Corto viaggio sentimentale ed altri racconti inediti, curata da Umbro Apollonio e pubblicata da Mondadori nel 1949. Successivamente, il testo fu inserito nell'Opera omnia di Svevo, curata da Bruno Maier, vol. III (Milano, Dall’Oglio, 1969). Una edizione critica più completa, curata da Clotilde Bertoni, si può trovare nel vol. II di Italo Svevo, Tutte le opere, Milano, Mondadori 2004, edizione diretta da Mario Lavagetto.

## Trama
In Argo e il suo padrone, Italo Svevo adotta il punto di vista di un cane, Argo, per esplorare la sua coscienza e immaginare come il mondo appare attraverso i suoi occhi. Questo approccio permette a Svevo di prendere le distanze dalla prospettiva umana e far emergere nuovi dettagli sul comportamento dell'Homo sapiens. Argo osserva il suo padrone e gli altri esseri umani, notando i loro comportamenti imprevedibili e i loro scatti di violenza. Svevo suggerisce che gli animali ci guardano e ci giudicano, mettendo in luce come gli esseri umani spesso ignorino la presenza e il giudizio degli altri animali.